# Dialetto greco cipriota
Il dialetto greco cipriota è un dialetto della lingua greca moderna parlato dai greco-ciprioti a Cipro e nella diaspora greco-cipriota. Secondo alcuni linguisti il dialetto non è l'evoluzione dell'antico dialetto arcado-cipriota, ma deriva dalla koinè bizantina, ma questa opinione non è accettata da tutti. 